# 張杏芳
張杏芳（Ida Chong，1956/1957年—），加拿大政治人物，1996年至2013年間以卑詩自由黨黨員身份擔任卑詩省議會議員，代表橡樹灣—高登角選區，並從2004年-13年間在省長金寶爾和簡蕙芝內閣中出任多項廳長職務。她於1996年當選時，與新民主黨前省議員關慧貞共同成為卑詩省議會首兩位華裔議員。
晉身省政前，她從1993年-96年間任職沙尼治區議員。她於2014年競逐卑詩省維多利亞市市長，但告落敗。

## 背景
張杏芳於卑詩省維多利亞土生土長，為家中八名子女之一，祖父於1892年從中國遷居加拿大，父親於1917年在溫哥華島金巴倫鎮出生，母親則於1952年從中國抵加。一家曾居於維多利亞唐人街附近，後則遷居沙尼治。她於1981年成為註冊會計師，並於1985年与商業伙伴科斯特盧（Karen Kesteloo）共同創辦一家會計師事務所。她於2006年成為卑詩註冊會計師協會的資深會員，並於2014年被授予該會的終身會員資格。
她於1993年當選沙尼治區議員，展開其政治生涯，到1996年卸任。1995年-96年間她曾於首府地區委員會中代表沙尼治。

## 省政
張杏芳於1996年省選中代表自由黨競逐橡樹灣—高登角選區省議會議席，擊敗尋求連任的新民主黨候選人科爾（Elizabeth Cull）晉身議事廳，並聯同新民主黨的關慧貞成為該省首兩名華裔省議員。當時新民主黨是執政黨，所以張杏芳在首屆任期内只能擔任官方反對黨的小型企业評議員和副財政評議員。她於2001年、2005年和2009年省選連任，但於2013年省選中敗予綠黨候選人安德魯·威佛（Andrew Weaver）而連任失敗。
自由黨於2001年省選大勝新民主黨上台執政後，張杏芳獲任為庫務局成員，並出任執政黨黨團經濟及政府運作委員會主席。她於2004年1月首度晉身內閣，獲省長金寶爾任命為婦女及長者服務省務廳長，同年12月則調任專上教育廳長。2005年省選後她出任專責長者及婦女事務廳長，後則在金寶爾內閣中擔任社區服務廳長；專責亞太項目廳長；小型企業、科技及經濟發展廳長；健康生活及體育廳長；科學及大學廳長；和區域經濟及技能發展廳長。
自由黨政府宣布引入統一銷售稅後惹來大量批評，反對者利用卑詩省《罷免和倡議法案》向一群自由黨省議員提出罷免聯署，當中包括張杏芳。由於未達到聯署所需的簽名數量，罷免聯署於2011年初宣告失敗。金寶爾最終因統一銷售稅風波而辭任省長和自由黨黨魁，簡蕙芝於2011年繼任後委派張杏芳出任社區、體育及文化發展廳長。張杏芳於2012年9月調任原住民關係及和解廳長，直至2013年任期屆滿為止。她卸任省議員後獲任為維多利亞大學理事會委員。

## 競選市長
2014年9月18日，張杏芳宣佈參與同年11月維多利亞市選，競逐市長一職，承諾當選的話將凍結該市物業稅四年。她最後得票少於新任市長麗莎·希普斯（Lisa Helps）和前任市長甸恩·科田（Dean Fortin），排名第三而告落敗。她其後重操故業，2018年加入維多利亞市的陳氏會計師事務所。

## 社區義工工作
張杏芳一直是卑詩省維多利亞社區的積極成員，在多個理事會中擔任義工：
- 維多利亞中華總商會創會會員[20][21]
- 維多利亞端午節協會總監[22]